# 沙坪街道 (长沙市)
沙坪街道是中华人民共和国湖南省长沙市开福区下辖的一个街道。

## 行政区划
沙坪街道下辖以下村级行政区划单位：
沙坪社区、板塘村、大明村、汉回村、乌溪村、钟石村、茶子山村、自安村、成功村、竹坡村、双湖村、海塘村和告塘村。